# 53-й км
53-й км — железнодорожный разъезд (населённый пункт) в Шкотовском районе Приморского края, входит в состав Новонежинского сельского поселения.

## География
Посёлок находится в долине реки Суходол, у подножья сопки Зубятка (301,7 м), на расстоянии 46 км от посёлка городского типа Смоляниново, административного центра района, и 110 км от города Владивосток, административного центра края. С одной стороны посёлок ограничивает автодорога Романовка — Новонежино (в посёлке дорога имеет асфальтовое покрытие), а с другой — железнодорожная ветка Угольная — Находка.

## История
В 1907 года на месте посёлка переселенцами был основан хутор Колодезная Падь (Колодезный). В 1915 году в хуторе проживало 12 человек в двух дворах. В 1938 году с появлением на месте хутора складов главного хранилища авиационных средств поражения ВВС ТОФ был образован и посёлок. В 1966 году с электрификацией железнодорожной ветки Угольная — Находка в 53 километр было проведено электричество.

## Улицы
В населённом пункте имеется одна улица — Железнодорожная.

## Транспорт

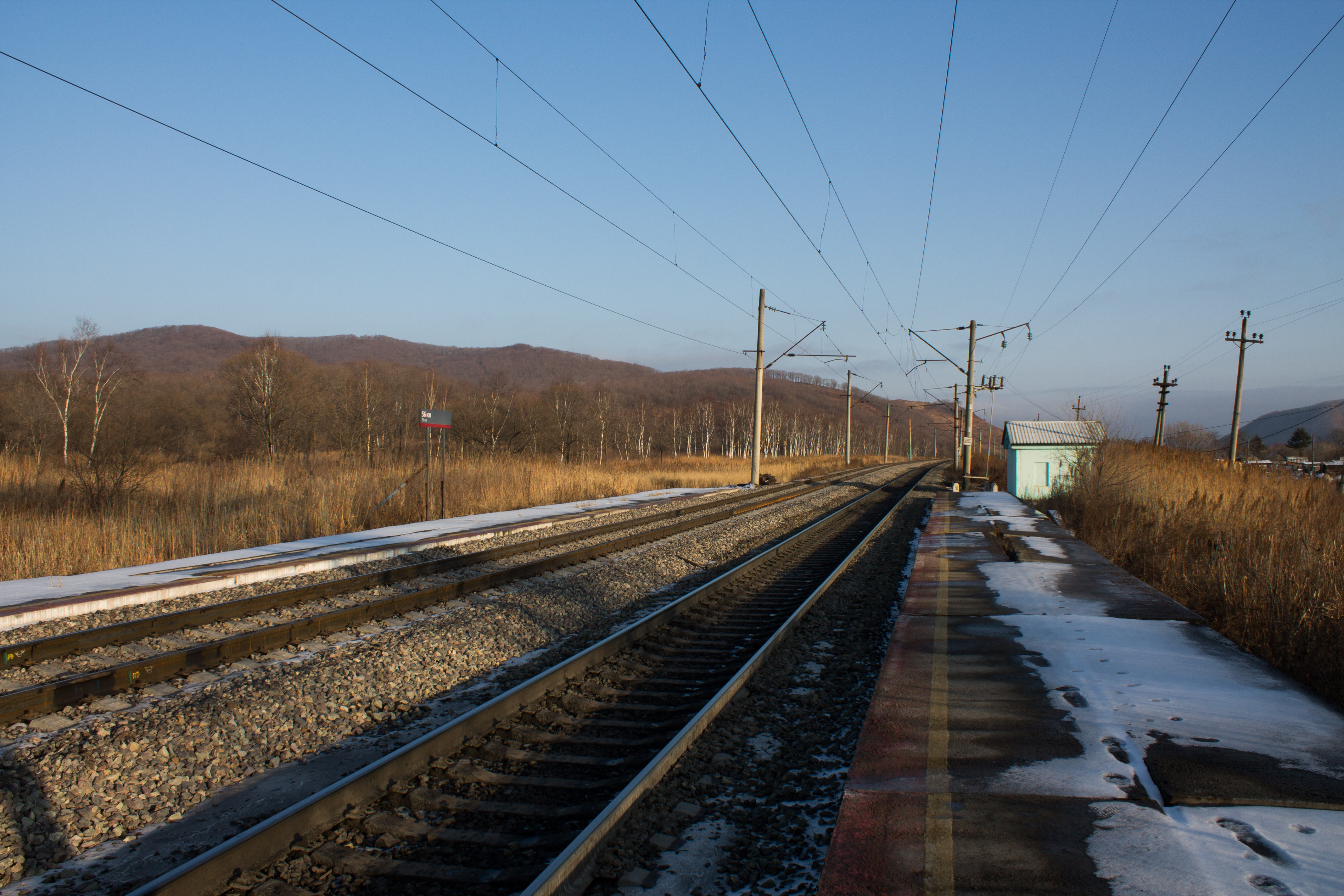
Платформа 56 км

Присутствует автобусное сообщение с Большим Камнем (маршрут № 114 Большой Камень — Анисимовка).
В 1951 году была построена остановочная платформа Романовка, которая сейчас носит имя 56 километр. На остановочной платформе нет ни единой стрелки, несмотря на статус посёлка. На 56 километре останавливается пара электричек в день, следующих во Владивосток и Находку.

## Происшествия
14 мая 1994 года в 15:30 менее чем в километре к северу от разъезда произошёл пожар и последующий взрыв боеприпасов на складах главного хранилища авиационных средств поражения ВВС ТОФ. Взрывная волна сорвала крыши, деформировала несущие конструкции домов и построек, выбила оконные рамы и двери. Пострадали 22 человека, население посёлка было эвакуировано в ближайшие крупные населённые пункты: Большой Камень, Партизанск, посёлок Шкотово и село Анисимовка.

## Население
| 2002 | 2008 | 2010 |
| ---- | ---- | ---- |
| 38   | ↘21  | ↗30  |